# Autorità Finet
L'Autorità Finet fu la terza Alta autorità della Comunità europea del carbone e dell'acciaio. Rimase in carica dal 13 gennaio 1958 al 14 settembre 1959.

## Presidente
- Paul Finet ( Belgio)

## Componenti dell'Autorità
Benché un accordo informale prevedeva che, dei nove membri dell'autorità, ne spettassero due a ciascuno degli stati più grandi della Comunità e uno a ciascuno stato minore, nell'Autorità Mayer c'erano due componenti del Belgio e un solo italiano.
Legenda:   [     ] Sinistra/Socialisti - [     ] Destra/Conservatori - [     ] Liberali
| Membro           | Nazionalità | Incarico       | Competenze                                      |
| ---------------- | ----------- | -------------- | ----------------------------------------------- |
| Paul Finet       | Belgio      | Presidente     |                                                 |
| Dirk Spierenburg | Paesi Bassi | Vicepresidente | Acciaio, trasporti, concentrazioni              |
| Albert Coppé     | Belgio      | Vicepresidente | Obiettivi generali e politiche di lungo periodo |
| Franz Blücher    | Germania    | Membro         |                                                 |
| Roger Reynaud    | Francia     | Membro         |                                                 |
| Léon Daum        | Francia     | Membro         | Investimenti e produzione                       |
| Enzo Giacchero   | Italia      | Membro         | Problemi sociali                                |
| Heinz Potthof    | Germania    | Membro         | Finanza, bilancio ed amministrazione            |
| Albert Wehrer    | Lussemburgo | Membro         | Relazioni esterne                               |